# Мацей Столярчик
Мацей Столярчик (пол. Maciej Stolarczyk, нар. 15 січня 1972, Слупськ) — польський футболіст, що грав на позиції захисника. По завершенні ігрової кар'єри — тренер. З 2020 року очолює тренерський штаб молодіжної збірної Польщі.
Виступав, зокрема, за клуби «Погонь» (Щецин) та «Вісла» (Краків), а також національну збірну Польщі.

## Клубна кар'єра
У дорослому футболі дебютував 1990 року виступами за команду «Погонь» (Щецин), в якій провів дев'ять сезонів, взявши участь у 157 матчах чемпіонату.
Згодом з 1999 по 2001 рік грав за «Відзев», після чого ще протягом сезону виступав за «Погонь» (Щецин).
Привернувши увагу представників тренерського штабу клубу «Вісла» (Краків), приєднався до його складу 2002 року. Відіграв за команду з Кракова наступні п'ять сезонів своєї ігрової кар'єри. Більшість часу, проведеного у складі краківської «Вісли», був основним гравцем команди. За цей час тричі поспіль, у 2003, 2004 і 2005 роках, виборював титул чемпіона Польщі.
Завершував ігрову кар'єру у команді ГКС (Белхатув), за яку виступав протягом 2007—2008 років.

## Виступи за збірну
Намприкінці 1994 року дебютував в офіційних матчах у складі національної збірної Польщі. Наступноо разу виходив на поле у формі «кадри» лише влітку 1999 року, а руглярні виклики до її лав отримував лише у першій половині 2003 року.
Загалом протягом 12 років провів у формі національної команди 8 матчів.

## Кар'єра тренера
Розпочав тренерську кар'єру невдовзі по завершенні кар'єри гравця, 2009 року, увійшовши до тренерського штабу клубу «Погонь» (Щецин). Працював у структурі цього клубу до 2014 року. Протягом частини 2010 року був головним тренером його основної команди.
2015 року розпочав спісвпрацю із Польським футбольним союзом, ставши асистентом головного тренера юнацької збірної Польщі (U-20). Наступного року очолив тренерський штаб цієї команди.
Протягом 2018–2019 років повертався до клубного футболу, очолював тренерський штаб «Вісли» (Краків).
2020 року знову був залучений до роботи зі збірними — працював з юнацькими командами U-19 і U-17, після чого став головним тренером польської «молодіжки».
| Дата       | Місто     | Господарі         | Результат | Гості             | Турнір                         | Голи | Примітки |
| ---------- | --------- | ----------------- | --------- | ----------------- | ------------------------------ | ---- | -------- |
| 10/12/1994 | Джидда    | Саудівська Аравія | 1 – 2     | Польща            | товариський матч               | -    |          |
| 19/06/1999 | Бангкок   | Нова Зеландія     | 0 – 0     | Польща            | Кубок чотирьох націй (Таїланд) | -    |          |
| 10/02/2002 | Лімасол   | Польща            | 3 – 1     | Фарерські острови | товариський матч               | -    |          |
| 12/02/2003 | Спліт     | Хорватія          | 0 – 0     | Польща            | Трофей Мар'яна 2003            | -    |          |
| 29/03/2003 | Хожув     | Польща            | 0 – 0     | Угорщина          | Відбір до ЧЄ 2004              | -    |          |
| 06/06/2003 | Познань   | Польща            | 3 – 0     | Казахстан         | товариський матч               | -    |          |
| 11/06/2003 | Стокгольм | Швеція            | 3 – 0     | Польща            | Відбір до ЧЄ 2004              | -    |          |
| 29/05/2005 | Щецин     | Польща            | 1 – 0     | Албанія           | товариський матч               | -    |          |
| Усього     |           | Матчів            | 8         |                   | Голів                          | 0    |          |

## Титули і досягнення
- Чемпіон Польщі (3):

«Вісла» (Краків): 2002-2003, 2003-2004, 2004-2005
- Володар Кубка Польщі (1):

«Вісла» (Краків): 2002-2003